# Die Ketchup-Vampire
Die Ketchup-Vampire ist eine deutsch-tschechische Zeichentrickserie aus den Jahren 1991 bis 1994.

## Handlung
Vor vielen hundert Jahren gründete Altvater Dracula die schreckliche Sippe der DaSilvas, der transsilvanischen Vampire. Seinen Nachfahren vermachte Dracula ein Buch, in dem er die geheimnisvollen Rezepturen für eine Vielzahl von Wundermitteln niederschrieb. Dieses Buch, das Draculas Vermächtnis darstellte, enthielt auch sein größtes Geheimnis, wie aus unerfahrenen, sich von Blutwurst ernährenden Jungvampiren bisswütige Blutsauger werden. Die Verwandlung der Jungvampire erfolgte bei der feierlichen Matura Vampira. Einige Nachfahren Draculas siedelten sich in Frankreich an und übernahmen mit der Zeit die französische Lebensart. Die DeVampongs wechselten von Blut zu blutrotem Bordeaux-Wein und Tomatensaft. Da es im fernen Stammschloss in Transsilvanien derzeit keinen Thronfolger gab, wurde verabredet, dass sich der jüngste DeVampong-Spross Maurice mit der blutwurstessenden Comtessa Martha DaSilva am Tag der Matura Vampira vermählt. Da Maurice sich aber eher für Marthas jüngere Schwester Elvira interessierte und nicht im Traum daran dachte, zum Blutsauger zu werden, stahl er gemeinsam mit Elvira Draculas Vermächtnis und brannte mit ihr durch. Die Abtrünnigen tauchten in einem Zirkus in Italien unter, wo sie erfolgreich gastierten. Sie bekamen eine Tochter, die nach vielen Jahren der Karriere wegen nach Amerika auswanderte und ihren Eltern den Sohn Pino zur Pflege daließ.
32 Jahre später hegt Martha immer noch Rachegelüste, da sie von Maurice und Elvira um ihr Erbe, eine richtige Blutsaugerin zu werden, betrogen wurde. Gemeinsam mit Maurices Bruder Ricardo, dessen menschlichem Kumpan Roquefort und dem 120 Jahre alten und zahnlosen Vampir-Meister schmiedet sie finstere Pläne und schleust die Jungvampire Huberta und Siegfried bei den DeVampongs ein, damit sie Draculas Vermächtnis zurückerobern. Dies stellt sich schwerer dar als geplant, da Huberta sich in ihren Cousin Vampino (Pino) DeVampong verliebt. Pino hegt aber Interesse an dem Menschenmädchen Bella von Rabenstein. Da die Rückeroberungspläne des Buches nicht voranschreiten, kommt der Fund von Draculas Rubinring den Transylvaniern wie gerufen. Nachdem der senile Meister den Ring angesteckt hat, wird sein Körper von Draculas Geist in Besitz genommen und verleiht ihm ungeahnte magische Kräfte. Nun stellen die DaSilvas eine echte Bedrohung für die Ketchup-Vampire dar.

## Hintergrund
Die Serie brachte es auf 26 Folgen zwischen 1991 und 1994. Produziert wurde sie von der ANIMA 3 Filmproduktion GmbH Bad Nauheim. Es wurde versucht, eine Geschichte zu erzählen, die zwar eine gruselige Bedrohung suggeriert, jedoch ganz ohne Gewalt auskommt.

## Hörspiele
Die Ketchup-Vampire wurde auch als Hörspielserie von dem Hörspiel-Label OHHA produziert, jedoch nicht alle Folgen. Auf jeder Kassette befinden sich zwei Episoden, die von Wolfgang Draeger erzählt werden.

## DVD
Die erste Staffel der Serie ist auf DVD in einer Box von Renaissance Medien erschienen. Die Gesamtlaufzeit aller Episoden beträgt 325 Minuten.